# Catephia javensis
Catephia javensis là một loài bướm đêm trong họ Erebidae.